# داره
داره (به ایتالیایی: Darè) یک کومونه در ایتالیا است که در ترنتینو واقع شده‌است.

## خصوصیات
داره ۱٫۲ کیلومترمربع مساحت و ۲۲۳ نفر جمعیت دارد.